# Région carnatique

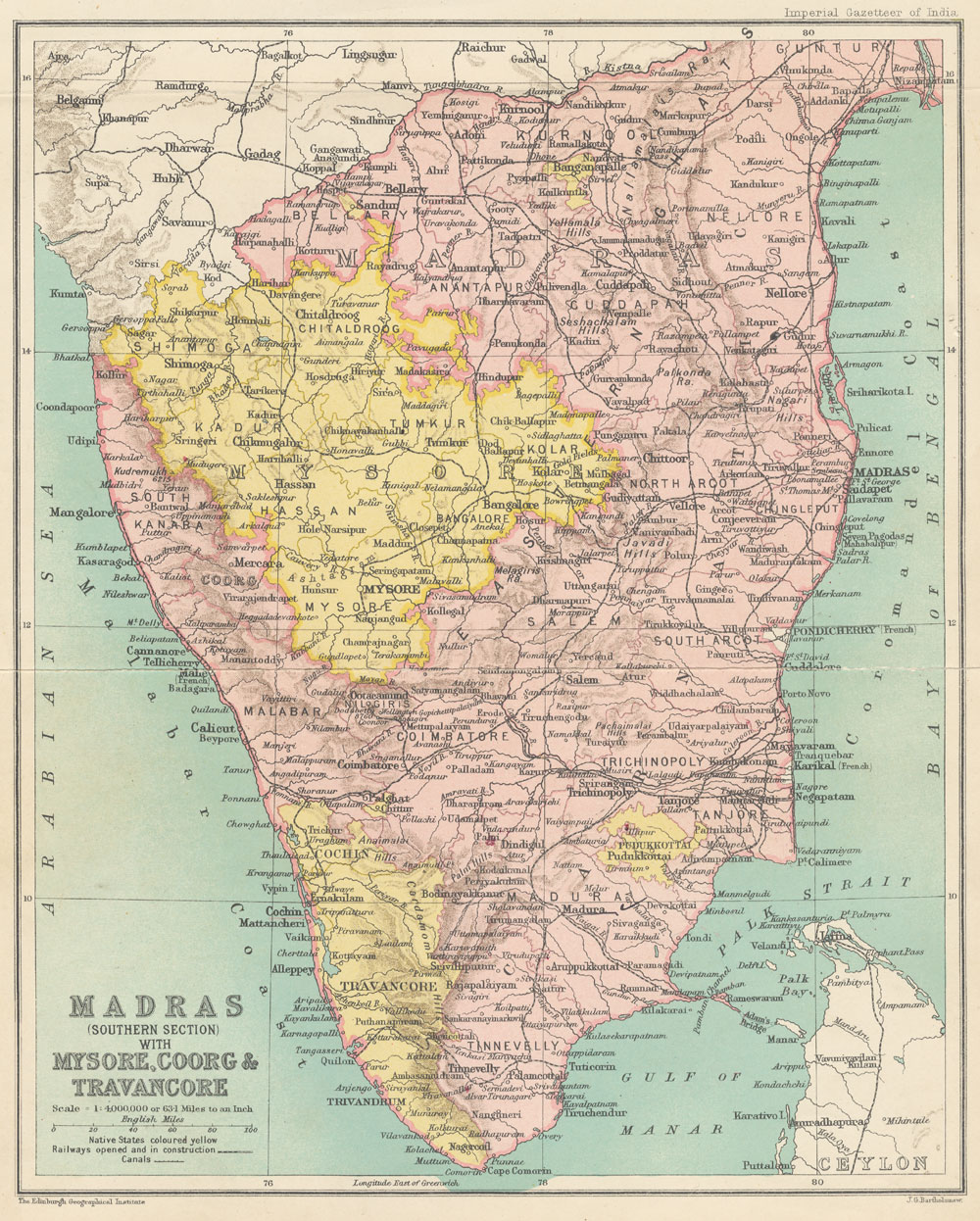
Carte de la présidence de Madras de 1909 montrant la région carnatique le long de la côte de Coromandel.

La région carnatique est une région de l'Inde méridionale située entre les ghats orientaux et le littoral oriental (dont la côte de Coromandel), dans les États actuels du Tamil Nadu, le sud-est du Karnataka et le sud de l'Andhra Pradesh. Elle s'étend généralement du Pays de Guntur, sur la rive sud du Krishna, jusqu'au Cap Comorin.
Le nom de Carnatique, Carnate, Karnatic ou Karnata s'appliquait originellement à un vaste territoire comprenant presque tout le Deccan méridional, correspondant au royaume de Vijayanagara. Son étymologie viendrait, selon Robert Caldwell (Comparative Grammar of the Dravidian Languages) de kar « noir » et de nadu « pays », en raison de la couleur du sol du Deccan méridional.